# Jerrold Pete Mangliwan
Jerrold Pete Mangliwan (Manila, 17 ottobre 1979) è un atleta paralimpico filippino, specializzato nella velocità.
Divenuto paraplegico a causa di un attacco di poliomielite all'età di due anni, milita nella categoria T52. Ha rappresentato il proprio paese ai Giochi paralimpici di Rio de Janeiro 2016 e ai giochi para-asiatici di Incheon 2014.
Ai giochi paralimpici dell'ASEAN 2015 conquista due ori correndo nei 100 e 200 metri, nonché un argento nei 400 metri.